# Piona insularis
Piona insularis är en kvalsterart som beskrevs av Marshall 1924. Piona insularis ingår i släktet Piona och familjen Pionidae. Inga underarter finns listade i Catalogue of Life.